# 永红乡 (马边县)
永红乡，是中华人民共和国四川省乐山市马边彝族自治县下辖的一个乡镇级行政单位。

## 行政区划
永红乡下辖以下地区：
罗垮村、五马村、团包子村和柱上村。